# Harran (Noorwegen)
Harran is een plaats in de Noorse gemeente Grong in de provincie Trøndelag. Het was van 1923 tot 1964 een zelfstandige gemeente in de toenmalige provincie Nord-Trøndelag. De gemeente ontstond in 1923 als afsplitsing van de gemeente Grong. Tot de gemeente behoorde ook het dorp Gartland.
Het dorp Harran ligt aan de E6 en aan de Nordlandsbanen. Even ten noorden van het dorp ligt het station. De parochiekerk dateert uit 1874.